# Adams (hrabstwo Jackson)
Adams – miasto w Stanach Zjednoczonych, w stanie Wisconsin, w hrabstwie Jackson.